# Hundtandsliljesläktet
Hundtandsliljesläktet (Erythronium) är ett släkte av växter i familjen liljeväxter. Släktet har 27 arter. Dessa förekommer i den norra tempererade zonen, med flest arter i Nordamerika. De är knölväxter med marmorerade blad. Kalkbladen är uppåtriktade medan ståndare och pistiller pekar nedåt. Rotknölen är giftig och ger våldsamma kräkningar. 

## Arter
Arter enligt Catalogue of Life:
- Erythronium albidum
- Erythronium americanum - bronsfärgad hundtandslilja
- Erythronium californicum
- Erythronium caucasicum
- Erythronium citrinum
- Erythronium dens-canis - hundtandslilja
- Erythronium elegans
- Erythronium grandiflorum
- Erythronium helenae
- Erythronium hendersonii
- Erythronium howellii
- Erythronium idahoense
- Erythronium japonicum
- Erythronium klamathense
- Erythronium mesochoreum
- Erythronium montanum
- Erythronium multiscapideum
- Erythronium oregonum
- Erythronium pluriflorum
- Erythronium propullans
- Erythronium purpurascens
- Erythronium pusaterii
- Erythronium quinaultense
- Erythronium revolutum
- Erythronium rostratum
- Erythronium sibiricum
- Erythronium taylorii
- Erythronium tuolumnense
- Erythronium umbilicatum

## Bildgalleri

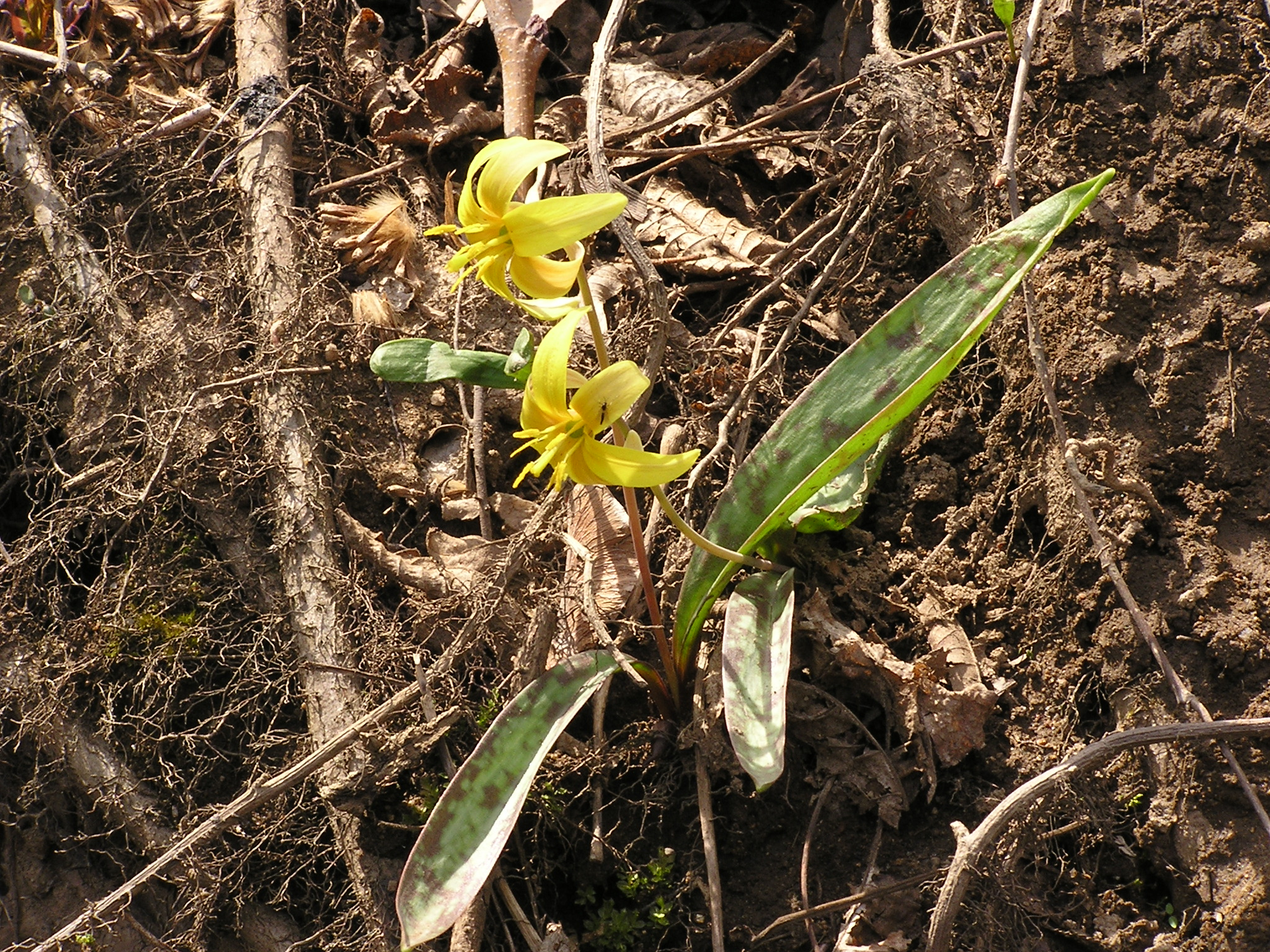
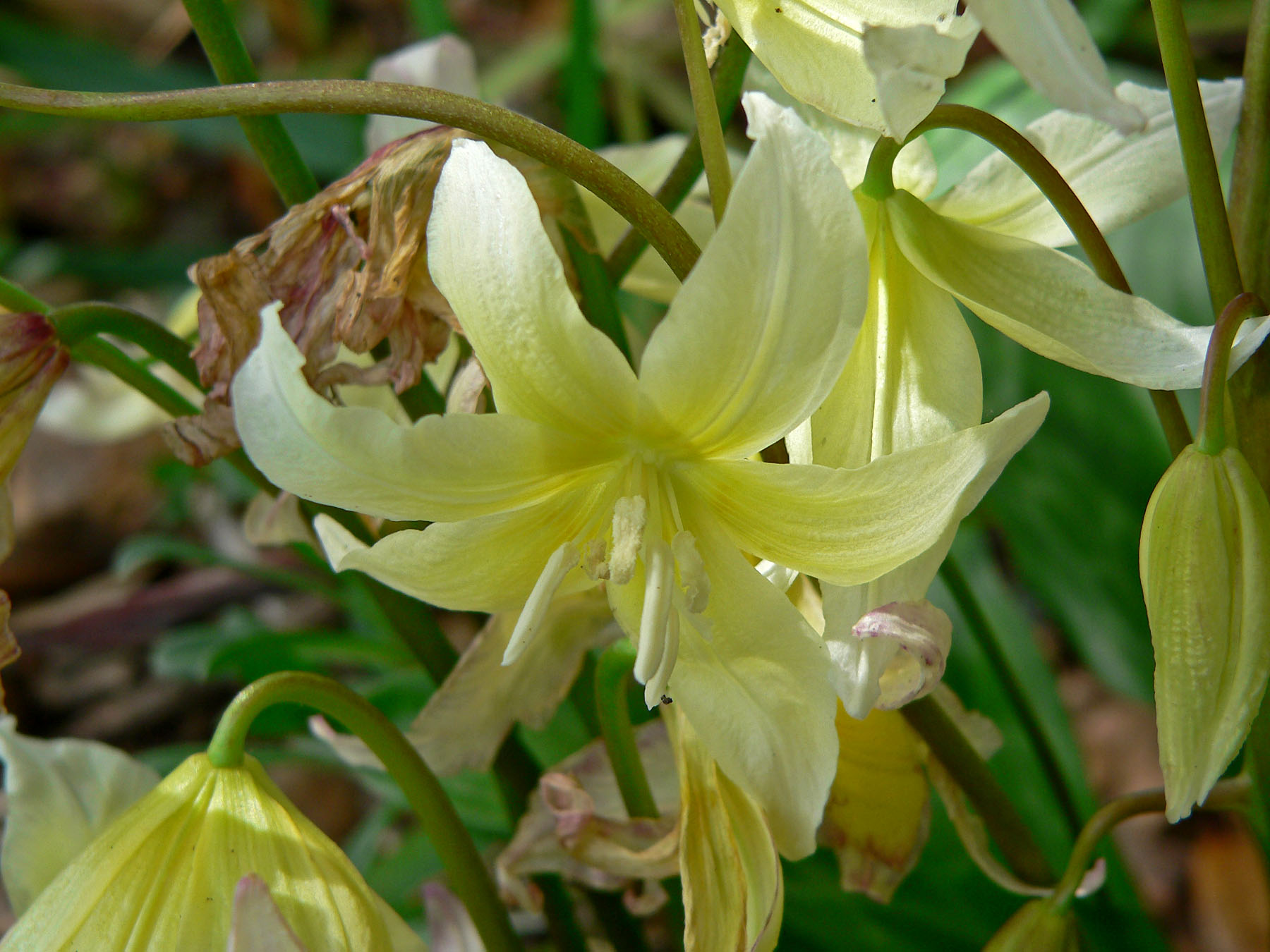
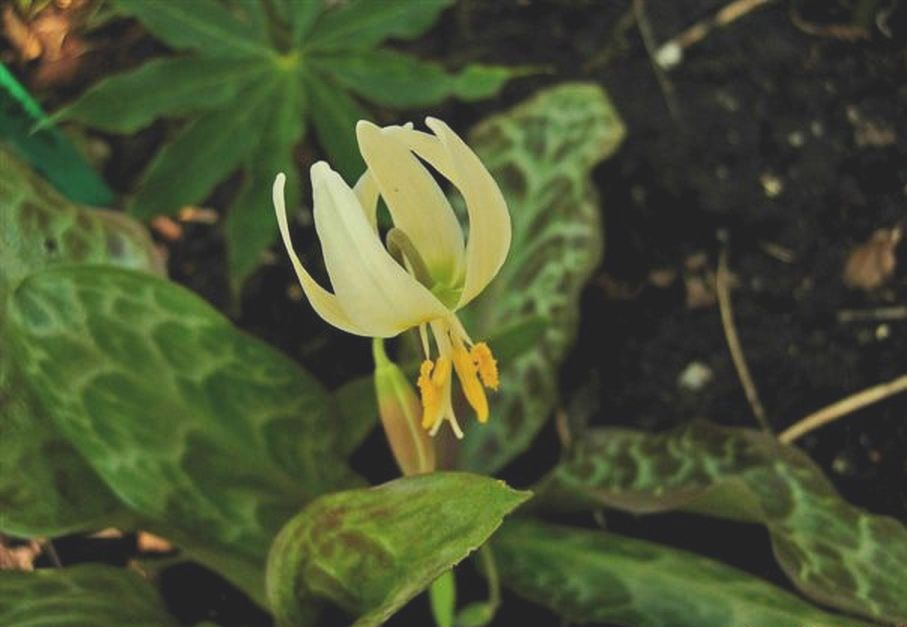
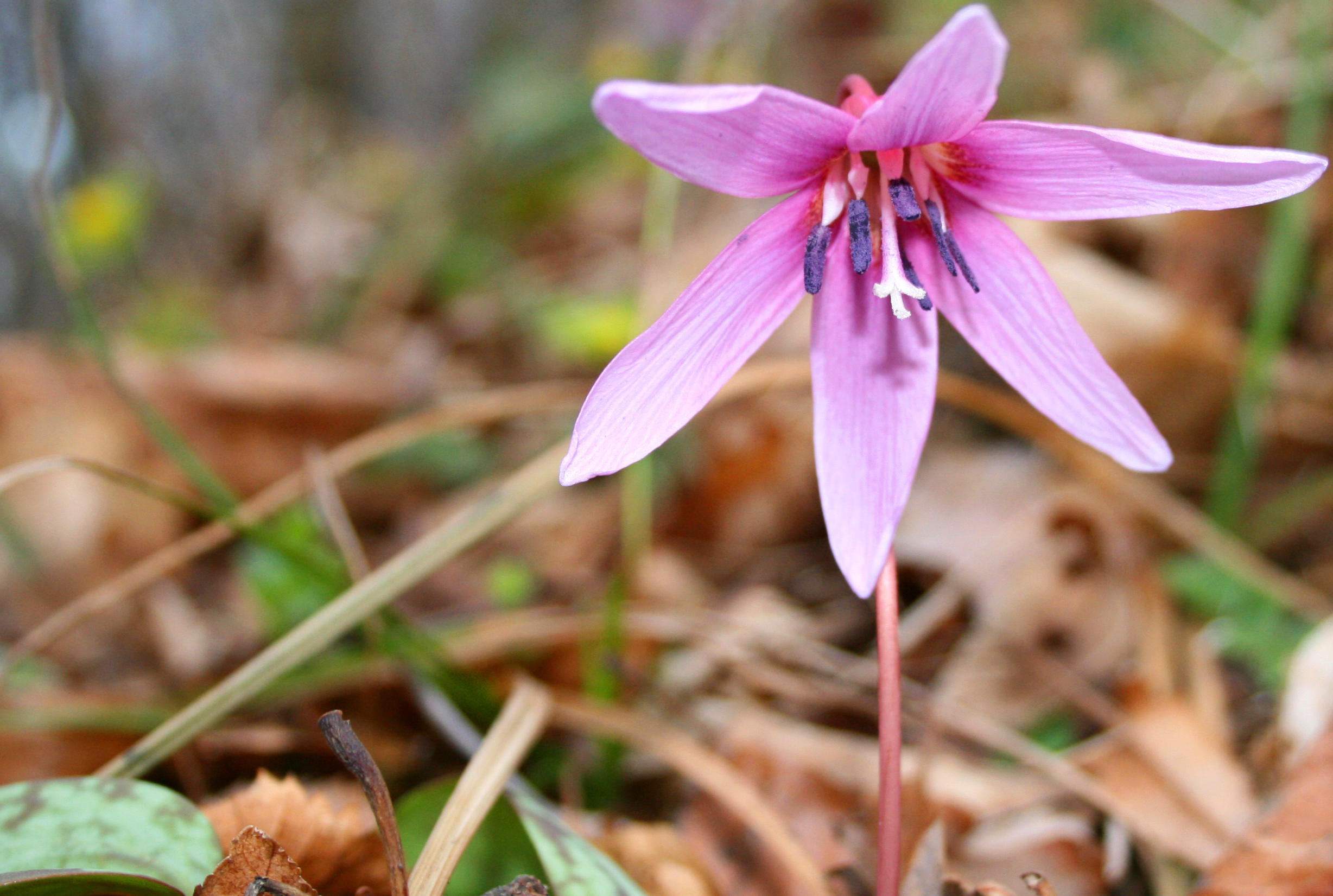
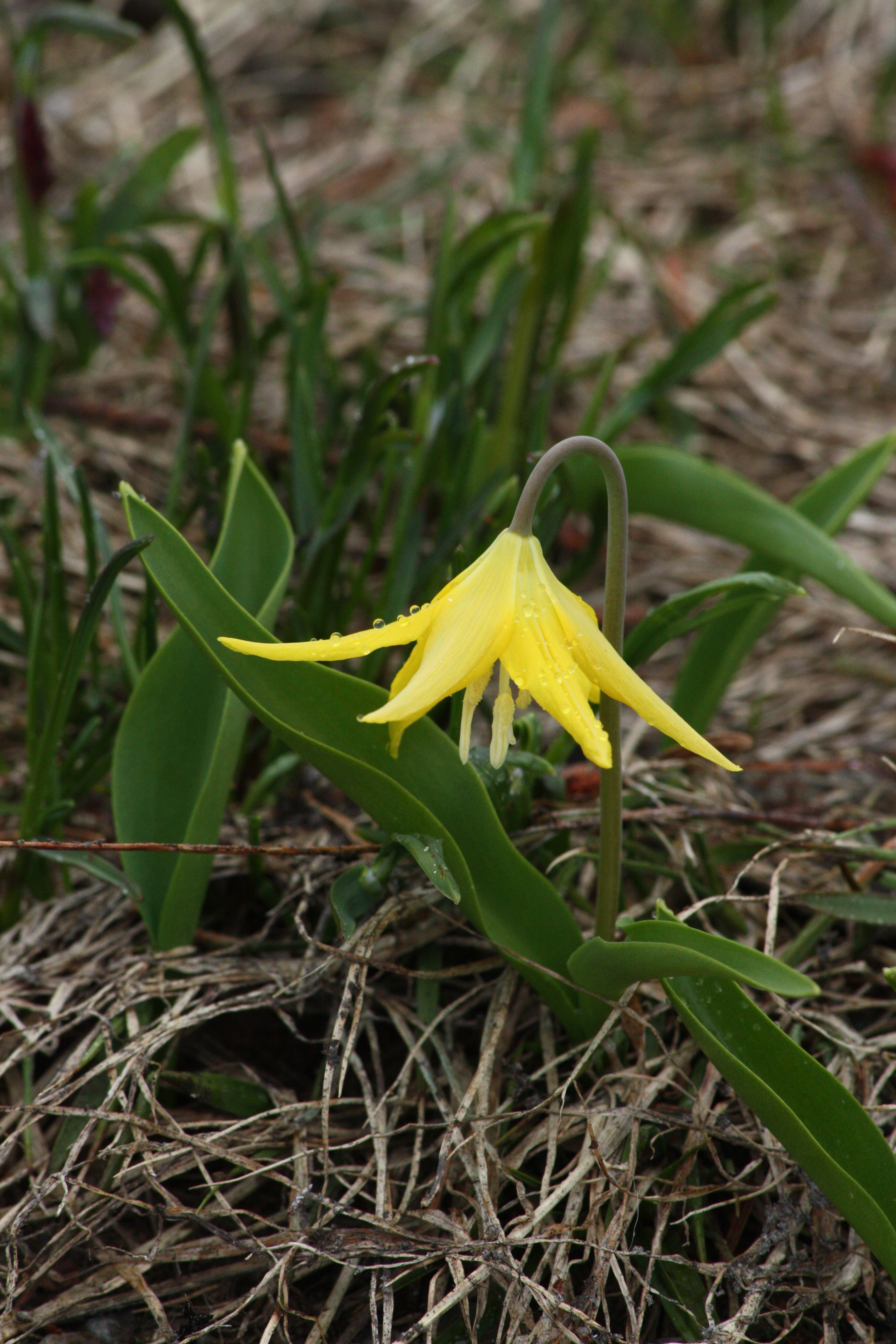
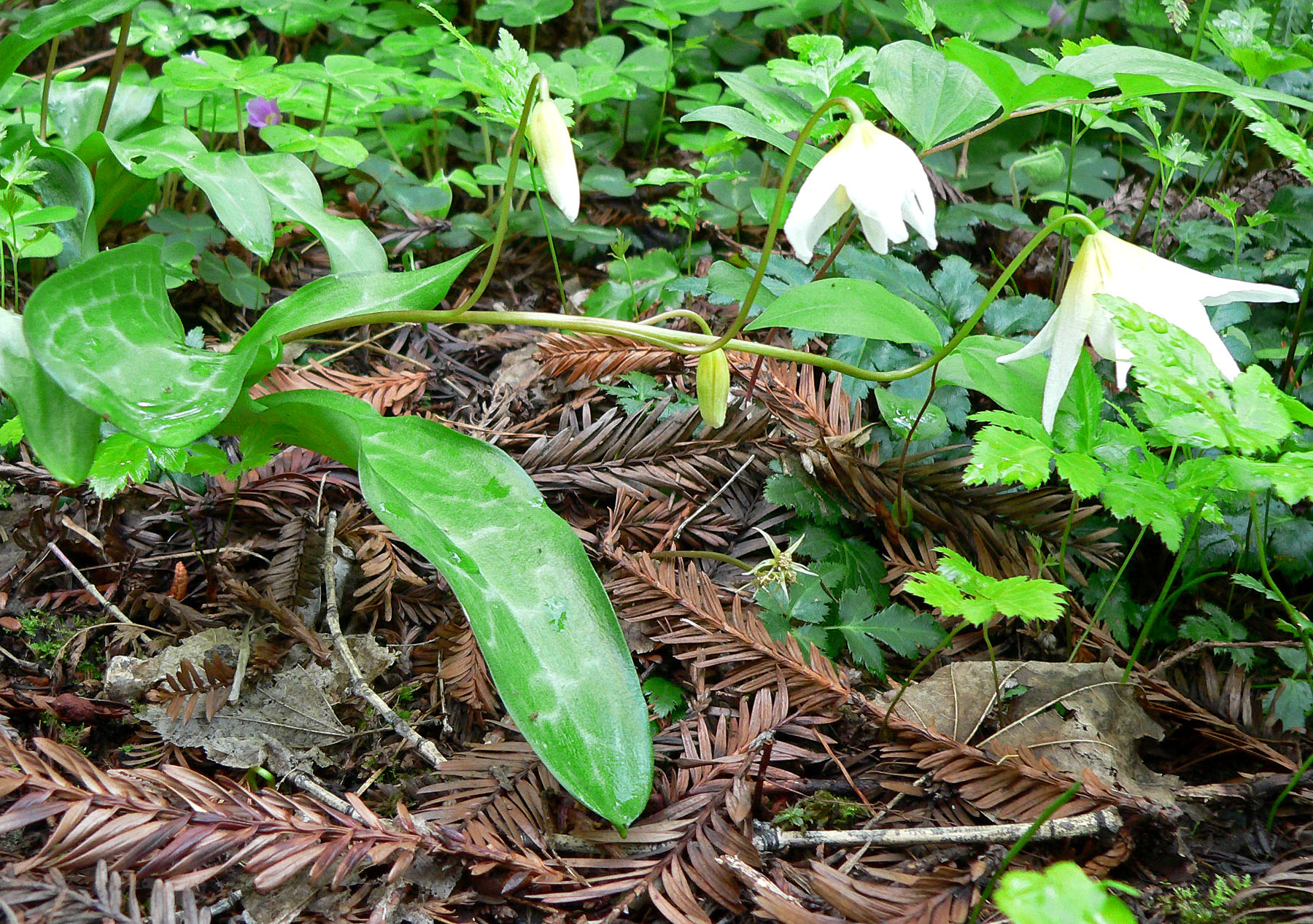